# Vlag van Bergen (Limburg)

De vlag van de gemeente Bergen

De vlag van Bergen werd op 8 juli 2025 per raadsbesluit door de gemeenteraad van de Nederlands-Limburgse gemeente Bergen vastgesteld. Het ontwerp is gebaseerd op het nieuwe gemeentewapen uit 2016. De vlag toont drie banen van blauw-geel-blauw, met een gegolfde gele middenbaan. In het midden staat een witte bundel van zeven pijlen, samengebonden met een rode band.
De zeven witte pijlen verwijzen zowel naar het aantal kernen binnen de gemeente als belangrijk historisch element uit het wapen van de voormalige heerlijkheid Well, terwijl de gegolfde gele middenbaan verwijst naar de Maas, en de rode band bundelt de zeven pijlen tot de verbondenheid tussen de kernen, en herkenbaarheid van het gemeentewapen. De kleuren geel, wit en blauw zijn ontleend uit het historische wapen van Well en het oude gemeentewapen van Bergen uit 1907.
De vlag wordt als volgt omschreven:
Drie banen van blauw, geel en blauw met een hoogteverhouding van 5 : 2 : 5, waarvan de middelste gegolfd is, waaroverheen op het midden een witte bundel van zeven pijlen, de pijlen samengebonden door een rode band, ter hoogte van 5/6 van de hoogte van de vlag.
Met deze nieuwe vlag verving de oude vlag uit 1969, en is verouderd en niet langer officieel.

## Vorige vlag

Vorige vlag

De vorige vlag werd op 14 oktober 1969 per raadsbesluit door de gemeenteraad vastgesteld. Deze bestaat uit vijf banen van gelijke hoogte in de kleuren geel-blauw-rood-geel-blauw.
De vlag is gebaseerd op de kleuren van het toenmalige gemeentewapen uit 1907. Het geel en blauw komt van de vlakken in het wapen, het rood komt van de kleding van de drie heiligen (Dionysius en onderin Cosmas en Damianus) op het wapen.  De verdeling in twee keer geel en twee keer blauw met een keer rood is ook bedoeld om de drie heerlijkheden evenredig op de vlag te vertegenwoordigen.
De vorige vlag had weinig bekendheid onder de inwoners van de gemeente, en wordt niet als een verbindende vlag beschouwd.

## Verwante afbeeldingen

Het wapen van Bergen sinds 2016
Het wapen van Bergen (1907-2016)

Beek 
· Beekdaelen 
· Beesel 
· Bergen 
· Brunssum 
· Echt-Susteren 
· Eijsden-Margraten 
· Gennep 
· Gulpen-Wittem 
· Heerlen 
· Horst aan de Maas 
· Kerkrade 
· Landgraaf 
· Leudal 
· Maasgouw 
· Maastricht 
· Meerssen 
· Mook en Middelaar 
· Nederweert 
· Peel en Maas 
· Roerdalen 
· Roermond 
· Simpelveld 
· Sittard-Geleen 
· Stein 
· Vaals 
· Valkenburg aan de Geul 
· Venlo 
· Venray 
· Voerendaal 
· Weert